# Agal (accesorio)

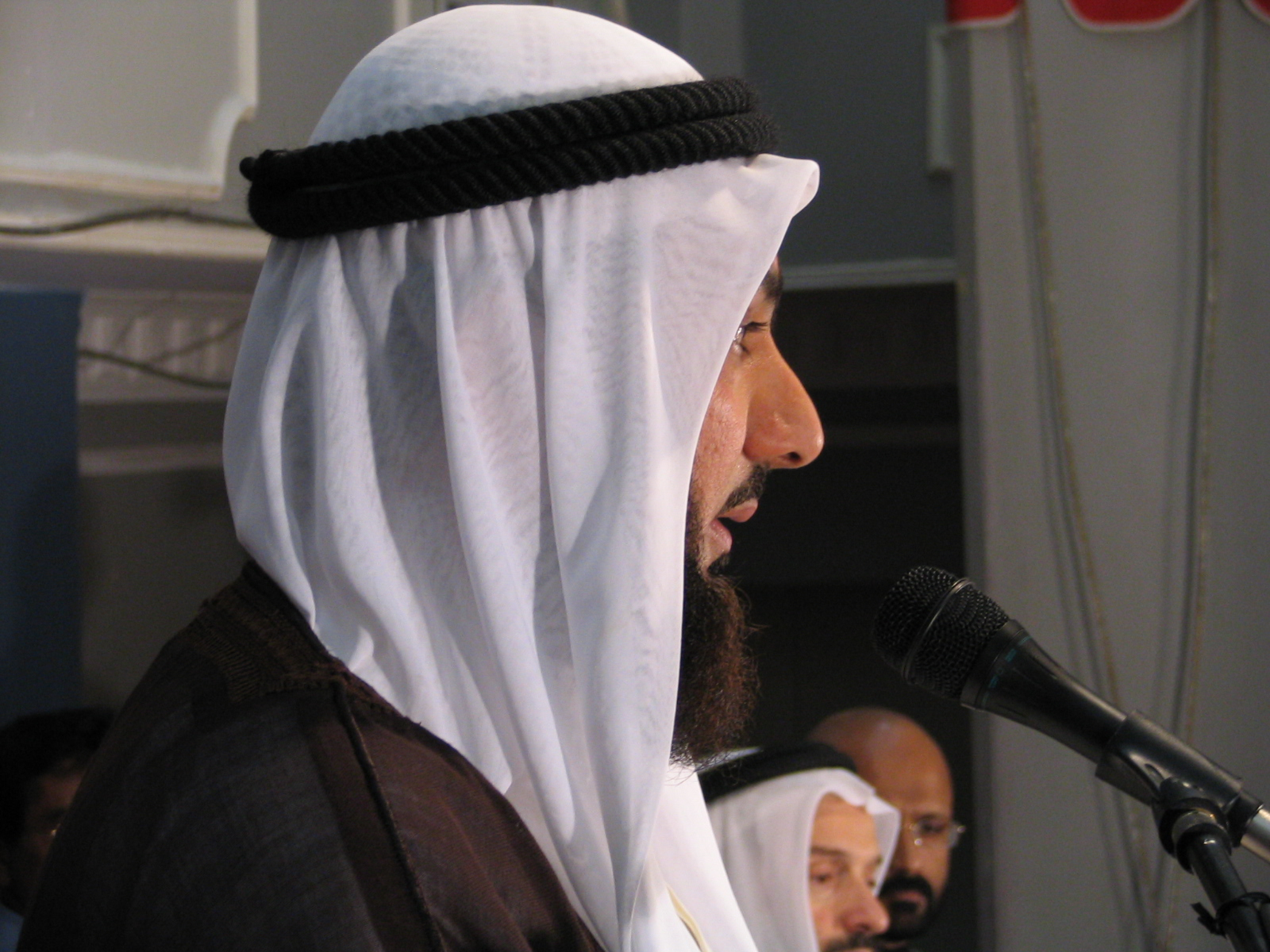
Hombre utilizando un agal oscuro sobre su kufiya blanca.

El agal (en árabe: عِقال‎, romanizado: ʻiqāl, también llamado egal o igal) es un accesorio utilizado generalmente por los hombres en varios países de la península arábiga. 

## Definición
Se trata de un cordón negro que se dispone como un doble lazo sobre el pañuelo tradicional utilizado para cubrir la cabeza (kufiya) con el objeto de sostenerlo y fijar su posición. 